# Ragazzaccio
Ragazzaccio è un film drammatico italiano del 2022 diretto da Paolo Ruffini. Prodotto da Vera Film e Minerva Pictures, distribuito da Adler Entertainment.

## Trama
Mattia Silvetti è un diciottenne insofferente alle regole. Frequenta il liceo classico e rischia ancora una volta di essere bocciato per il suo atteggiamento in classe che lo porta spesso a essere sbattuto fuori. Nella sua mente l’incubo della bocciatura è più pesante della pandemia che sta bloccando l’Italia.
Nel marzo 2020 arriva il lockdown e non è più possibile uscire di casa. Cinzia, sua madre, rimane insofferente chiusa in casa, mentre il padre, Piero, è un infermiere costretto a turni estenuanti in ospedale. Mattia si ritrova chiuso nel silenzio della sua camera tra videochiamate e lezioni in didattica a distanza in cui continua a fare scherzi da bullo a professori e compagni.
In questa situazione Mattia scopre l’amore. Lo fa conoscendo attraverso i social Lucia, rappresentante d’istituto del liceo scientifico accanto alla sua scuola. In più impara l’amore e il rispetto per se stesso grazie all’interesse del professor Roncucci, che si offre di dargli ripetizioni private: «Se studi, diventi meglio, vivi meglio, ti innamori meglio», gli dice.
Nel momento in cui scopre che la madre ha una relazione extraconiugale, riscopre anche l’amore per i suoi genitori: per il padre, che si ammala di Covid durante i turni in ospedale, e per la madre che vive schiacciata tra la sua ipocondria e una convivenza forzata.
Una mattina Mattia si rende protagonista di un atto di cyberbullismo nei confronti di Zoli, un compagno di classe disabile. In quel momento tocca il fondo e riesce a risalire grazie alla forza dell’amore che gli fa desiderare una crescita più profonda. Nonostante una sospensione a suo carico di tre settimane che è sinonimo di bocciatura, il Governo decide di promuovere tutti gli studenti costretti in dad dalla situazione di emergenza sanitaria. A fine anno scolastico sarà lui stesso con una lettera al Presidente della Repubblica Sergio Mattarella a chiedere di essere bocciato chiedendo l’occasione di poter rivivere con maggiore consapevolezza un anno fondamentale per la sua crescita.

## Distribuzione
Il film è prodotto da Vera Film con Minerva Pictures, Simone Valenza, l’Associazione Nazionale Dipendenze Tecnologiche Di.Te. di Giuseppe Lavenia e distribuito da Adler Entertainment.
Il film è stato presentato in anteprima il 24 luglio 2022 al Giffoni Film Festival ed è stato distribuito nelle sale italiane il 3 novembre 2022.